# ReWalk
ReWalk est un système bionique d'assistance à la marche utilisant un exosquelette motorisé pour permettre aux paraplégiques de se tenir debout, marcher et monter des escaliers. Créé à Yokneam, en Israël, le ReWalk est produit par la société ReWalk Robotics (initialement dénommée Argo Medical Technologies).

## Premier exosquelette à assister un marathonien
Le 8 mai 2012, la britannique paralysée Claire Lomas utilise un ReWalk pour devenir la première personne à finir un marathon avec un exosquelette. 

## Dans la culture populaire
Dans la série Glee, un ReWalk  est utilisé par le personnage, Artie Abrams pendant la saison 2 dans l'épisode "A Very Glee Christmas",.